# Tirana Hassan

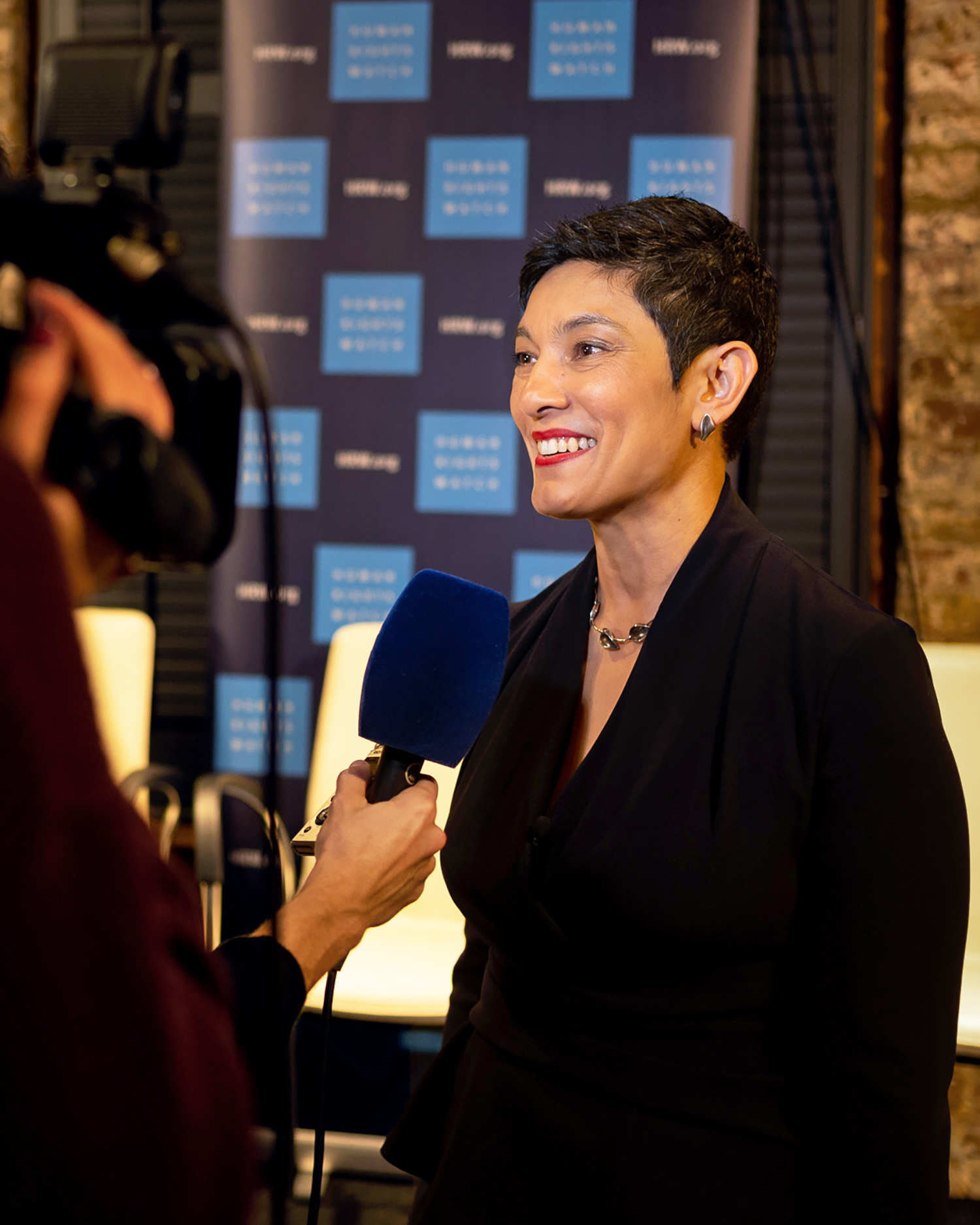
Tirana Hassan 2023 in London

Tirana Hassan ist eine australische Juristin und Menschenrechtsaktivistin.

## Werdegang
Hassan studierte Sozialarbeitswissenschaft an der University of South Australia und  Rechtswissenschaft an der University of Adelaide. 2008 schloss sie den Master in International Human Rights Law an der Universität Oxford ab.
Von 2003 bis 2010 arbeitete Hassan in der humanitären Hilfe mit den Schwerpunkten Kinder in bewaffneten Konflikten, sexuelle und geschlechtsspezifische Gewalt und humanitärer Schutz in Asien und Afrika. Sie arbeitete unter anderem für Ärzte ohne Grenzen, UNICEF und Save the Children. Von 2010 bis 2015 arbeitete sie als Forscherin in der Abteilung für Notfälle bei Human Rights Watch. Sie forschte dabei im Nahen Osten, Asien und Afrika. 2011 wurde Hassan während einer Forschungsreise in Indonesien zusammen mit ihrem Kollegen Andreas Harsono festgenommen, als sie eine Recherche über Verfolgung und Gewalt in der Region Ostjava durchführten.
Von 2015 bis 2020 war Hassan als Direktorin beim Crisis Response Program von Amnesty International tätig. Sie leitete Teams, welche Forschungsmethoden für Menschenrechtsuntersuchungen und für die Sammlung von Beweisen entwickelten. Während ihrer Zeit bei Amnesty arbeitete Hassan zu Krisen im Jemen und Syrien sowie zu europäischen Flüchtlingsfragen. Sie berichtete über die Rohingya-Flüchtlingskrise 2015, als Zehntausende Rohingya von den myanmarischen Sicherheitskräften gewaltsam aus ihren Dörfern und aus den Lagern von Binnenvertriebenen im Bundesstaat Rakhine vertrieben wurden.
Hassan schrieb Berichte und Artikel über Gewalt gegen Frauen an der Elfenbeinküste und in Somalia, Aufstände in Ägypten und Bahrain, die politische Bewegung der Rothemden in Thailand, bewaffnete Konflikte in Libyen, Sudan und Südsudan, die Rekrutierung von Kindern und Angriffe auf Schulen in Somalia, sektiererische Gewalt in Birma und bewaffnete Konflikte im Irak.
Nach dem Rücktritt von Kenneth Roth wurde sie im September  2022 interim Exekutivdirektorin von Human Rights Watch. Im März 2023 wurde sie zur Exekutivdirektorin ernannt. Zuvor war Hassan als stellvertretende Geschäftsführerin und Programmleiterin für die Abteilungen Forschung, Recht und Politik, Kommunikation und Interessenvertretung der Organisation zuständig. Ihre Ernennung zur Exekutivdirektorin wurde wegen ihrer israelkritischen Haltung von Seiten des International Legal Forum kritisiert. Im Februar 2025 wurde sie von ihrem Amt abberufen.

## Artikel (Auswahl)
- How Egypt Doubled Down on Fossil Fuels by Stifling Dissent, In: Foreign Policy, 2022.[19]
- The UN Needs to Address China’s Abuse of Uyghurs Without Delay, In: The Globe and Mail, 2022.[20]
- US stands firm on sanctions on rights abusers in Bangladesh, In: Asia Times, 2021.[21]
- Rich Countries Must Stop Blocking the Covid Vaccine Patent Waiver, In: Al Jazeera, 2021.[22]
- The Thirst for Revenge Threatens to Destroy Iraq, In: Foreign Policy, 2015.[23]
- The Gangs of Iraq, In: Foreign Policy, 2014.[24]

## Berichte (Auswahl)
- After Liberation Came Destruction: Iraqi Militias and the Aftermath of Amerli, 2015.[12]
- "Here, rape is normal": a five-point plan to curtail sexual violence in Somalia, mit Samer Muscati, 2014.[13]
- Blood on the streets: the use of excessive force during Bangladesh protests, mit Kyle Hunter und Mark Dummett, 2013.[25]
- No Place for Children: Child Recruitment, Forced Mariage, and Attacks in Schools in Somalia, mit Laetitia Bader und Zama Coursen-Neff, 2012.[26]
- "The Government Could Have Stopped This": Sectarian Violence and Ensuing Abuses in Burma's Arraken State, mit Matthew F. Smith, 2012.[27]
- Afraid and Forgotten: Lawlessness, Rape, and Impunity in Western Côte d'Ivoire, mit Matthew Wells, 2010.[14]

## Auszeichnungen
- 2019: Distinguished Alumni Award von der University of South Australia[28]
- 2002: Centenary Medal für die Dienste für Flüchtlinge und Asylbewerber[29]
- 2002: National Award for Excellent and Outstanding Legal Representation of Children and Young People[29]